# Rejon soligorski
Rejon soligorski (biał. Салігорскі раён) – rejon w centralnej Białorusi, w obwodzie mińskim.

## Geografia
Rejon soligorski znajduje się na południu obwodu mińskiego. Graniczy z rejonen słuckim, rejonem lubańskim i rejonem kopylskim w obwodzie mińskim, rejonem żytkowickim w obwodzie homelskim oraz rejonami łuninieckim i hancewickim w obwodzie brzeskim. Łączna powierzchnia tego regionu wynosi 2500 kilometrów kwadratowych. Lasy pokrywają 35,8% terytorium rejonu. Droga R 23 (Mińsk-Mikaszewice) przecina rejon z północy na południe.
Rejon soligorski podzielony jest na jedenaście rad wiejskich. Ma 170 osad z całkowitą liczbą ludności 135,094 (103 961 mieszkających na obszarach miejskich).

## Historia
Rejon soligorski został założony w 1924 roku. Wcześniej był to rejon starobiński. W 1962 został częścią rejonu lubańskiego. Trzy lata później w 1965 rejon został przywrócony pod nazwą Soligorsk.
Soligorsk jest stolicą rejonu o liczbie mieszkańców powyżej 102.300. Miasto leży 132 km na południe od Mińska. Jest to ośrodek górniczy i chemiczny kraju.
Soligorsk jest jednym z najmłodszych miast Białorusi. Jego budowę rozpoczęto w 1958 r. wraz z rozpoczęciem wydobycia złóż potasu w Starobinie.
Pierwsza kopalnia potasu powstała w 1963 r., druga w 1965 r., trzecia w 1969 r., czwarta w 1979 r., piąta w 2009 r., a szósta w 2012 r.